# Priscilla Wellesley-Pole
Priscilla Anne Wellesley-Pole, contessa di Westmorland (1793 – Londra, 18 febbraio 1879), è stata una nobildonna e artista inglese.

## Biografia
Era la quartogenita di William Wellesley-Pole, III conte di Mornington, e di sua moglie, Catherine Elizabeth Forbes, figlia dell'ammiraglio John Forbes. Arthur Wellesley, I duca di Wellington era suo zio.
Sposò, il 26 giugno 1811, il generale John Fane, XI conte di Westmorland, figlio di John Fane, X conte di Westmorland e di Sarah Child. Ebbero sei figli:
- John Arthur Fane (12 febbraio 1816-29 agosto 1816);
- George Fane, Lord Burghersh (18 giugno 1819-29 aprile 1848);
- Ernest Fane, Lord Burghersh (7 gennaio 1824-22 giugno 1851), sposò Augusta Locke, non ebbero figli;
- Francis Fane, XII conte di Westmorland (19 novembre 1825-3 agosto 1891);
- Lady Rose Sophia Mary Fane (?-14 febbraio 1921), sposò Henry Weigall, non ebbero figli;
- Lord Julian Henry Charles Fane (10 ottobre 1827), sposò lady Adine Cowper, ebbero due figli;

Era una linguista e un'artista illustre. Ha ricevuto lezioni di arte da William Salter, che fu il suo mecenate indulgente.

## Morte
Morì il 18 febbraio 1879, a Londra. Fu sepolta a Apethorpe, nel Northamptonshire.ù

## Ascendenza
|                                                 |                                     |                                          | Genitori                             |  |  | Nonni |  |  | Bisnonni                            |  |  | Trisnonni    |  |
|                                                 |                                     |                                          |                                      |  |  |       |  |  | Richard Wesley, I barone Mornington |  |  | Henry Colley |  |
|                                                 |                                     |                                          |                                      |  |  |       |  |  | Richard Wesley, I barone Mornington |  |  | Henry Colley |  |
|                                                 |                                     | Mary Ussher                              |                                      |  |  |       |  |  | Richard Wesley, I barone Mornington |  |  |              |  |
| Garret Wesley, I conte di Mornington            |                                     |                                          |                                      |  |  |       |  |  | Richard Wesley, I barone Mornington |  |  |              |  |
|                                                 |                                     | Elizabeth Sale                           | John Sale                            |  |  |       |  |  |                                     |  |  |              |  |
|                                                 |                                     | Elizabeth Sale                           | John Sale                            |  |  |       |  |  |                                     |  |  |              |  |
|                                                 |                                     | Elizabeth Sale                           | Ellinor Desminières                  |  |  |       |  |  |                                     |  |  |              |  |
| William Wellesley-Pole, III conte di Mornington |                                     | Elizabeth Sale                           |                                      |  |  |       |  |  |                                     |  |  |              |  |
|                                                 |                                     | Arthur Hill-Trevor, I visconte Dungannon | Michael Hill                         |  |  |       |  |  |                                     |  |  |              |  |
|                                                 |                                     | Arthur Hill-Trevor, I visconte Dungannon | Michael Hill                         |  |  |       |  |  |                                     |  |  |              |  |
|                                                 |                                     | Arthur Hill-Trevor, I visconte Dungannon | Anne Trevor                          |  |  |       |  |  |                                     |  |  |              |  |
| Anne Hill-Trevor                                |                                     | Arthur Hill-Trevor, I visconte Dungannon |                                      |  |  |       |  |  |                                     |  |  |              |  |
|                                                 |                                     | Anne Stafford                            | Edmund Francis Stafford              |  |  |       |  |  |                                     |  |  |              |  |
|                                                 |                                     | Anne Stafford                            | Edmund Francis Stafford              |  |  |       |  |  |                                     |  |  |              |  |
|                                                 |                                     | Anne Stafford                            | Penelope Leslie                      |  |  |       |  |  |                                     |  |  |              |  |
| Priscilla Wellesley-Pole                        |                                     | Anne Stafford                            |                                      |  |  |       |  |  |                                     |  |  |              |  |
|                                                 | George Forbes, III conte di Granard | Arthur Forbes, II conte di Granard       |                                      |  |  |       |  |  |                                     |  |  |              |  |
|                                                 | George Forbes, III conte di Granard | Arthur Forbes, II conte di Granard       |                                      |  |  |       |  |  |                                     |  |  |              |  |
|                                                 | George Forbes, III conte di Granard | Mary Rawdon                              |                                      |  |  |       |  |  |                                     |  |  |              |  |
| John Forbes                                     | George Forbes, III conte di Granard |                                          |                                      |  |  |       |  |  |                                     |  |  |              |  |
|                                                 |                                     | Mary Stewart                             | William Stewart, I visconte Mountjoy |  |  |       |  |  |                                     |  |  |              |  |
|                                                 |                                     | Mary Stewart                             | William Stewart, I visconte Mountjoy |  |  |       |  |  |                                     |  |  |              |  |
|                                                 |                                     | Mary Stewart                             | Mary Coote                           |  |  |       |  |  |                                     |  |  |              |  |
| Katherine Forbes                                |                                     | Mary Stewart                             |                                      |  |  |       |  |  |                                     |  |  |              |  |
|                                                 |                                     | William Capell, III conte di Essex       | Algernon Capell, II conte di Essex   |  |  |       |  |  |                                     |  |  |              |  |
|                                                 |                                     | William Capell, III conte di Essex       | Algernon Capell, II conte di Essex   |  |  |       |  |  |                                     |  |  |              |  |
|                                                 |                                     | William Capell, III conte di Essex       | Mary Bentinck                        |  |  |       |  |  |                                     |  |  |              |  |
| Mary Capell                                     |                                     | William Capell, III conte di Essex       |                                      |  |  |       |  |  |                                     |  |  |              |  |
|                                                 |                                     | Jane Hyde                                | Henry Hyde, IV conte di Clarendon    |  |  |       |  |  |                                     |  |  |              |  |
|                                                 |                                     | Jane Hyde                                | Henry Hyde, IV conte di Clarendon    |  |  |       |  |  |                                     |  |  |              |  |
|                                                 |                                     | Jane Hyde                                | Jane Leveson-Gower                   |  |  |       |  |  |                                     |  |  |              |  |
|                                                 |                                     | Jane Hyde                                |                                      |  |  |       |  |  |                                     |  |  |              |  |